# Cushmanidea cristifera
Cushmanidea cristifera är en kräftdjursart som beskrevs av Teeter 1975. Cushmanidea cristifera ingår i släktet Cushmanidea och familjen Cushmanideidae. Inga underarter finns listade i Catalogue of Life.